# Eustache Livré
Eustache-Noël Livré (11 août 1728, Le Mans - 17 janvier 1804, Le Mans), est un homme politique français.

## Biographie
Échevin de la ville du Mans, il fut juge-consul, membre du bureau général de charité, administrateur des hôpitaux, directeur général de la Société royale d'agriculture de la généralité de Tours au bureau de la ville du Mans.
Il fut élu député suppléant du tiers aux États généraux par la sénéchaussée du Maine, le 1er juillet 1789. Admis à siéger le 11 juillet suivant, en remplacement de Héliand, décédé, il devint secrétaire de l'assemblée, et fit rendre un décret qui maintenait en vigueur les règlements concernant la pharmacie. 
Après la session, Livré devint juge suppléant au tribunal criminel du Mans.
Il devint maire du Mans du 15 août 1795 à septembre 1797, puis du 12 mai 1798 au 10 mai 1799